# 漫水乡
漫水乡，是中华人民共和国湖北省恩施土家族苗族自治州来凤县下辖的一个乡镇级行政单位。

## 行政区划
漫水乡下辖以下地区：
新拱桥社区、新拱桥村、苏家坪村、社里坝村、东山坪村、枫木村、赵家坡村、油房坳村、桶子村、枣木垭村、胡家坝村、龟塘村、兴隆坳村和鱼塘村。